# Edmund Lowe
Edmund Dantes Lowe (San Jose, 3 marzo 1890 – Woodland Hills, 21 aprile 1971) è stato un attore statunitense.

## Biografia
Figlio di un giudice, Edmund Lowe nacque e trascorse infanzia e giovinezza nella cittadina californiana di San Jose, dove frequentò il Santa Clara College. Inizialmente intenzionato a intraprendere la carriera ecclesiastica, Lowe seguì poi le proprie inclinazioni artistiche ed ebbe le prime esperienze di recitazione nel vaudeville e nel cinema muto, dove debuttò nel 1915.
Durante gli anni venti, Lowe lavorò intensamente sul grande schermo come protagonista di numerose pellicole, tra le quali va ricordata Gloria (1926), al fianco di Dolores del Río e Victor McLaglen, in cui l'attore interpretò il ruolo del sergente Harry Quirt, personaggio che avrebbe successivamente ripreso nei film I due rivali (1929), Sempre rivali (1931) e Tutto pepe (1933) e, più tardi, nel 1941-1942, in una riduzione radiofonica intitolata Captain Flagg and Sergeant Quirt. Altro ruolo di rilievo interpretato da Lowe fu quello del sergente Mickey Dunn nel western Notte di tradimento (1928).
Nel passaggio al cinema sonoro, Lowe ebbe minori occasioni di ottenere ruoli di protagonista, tuttavia durante gli anni trenta riuscì a proseguire la carriera passando via via a ruoli di caratterista. Tra le sue maggiori interpretazioni del decennio, da ricordare quella del Dottor Wayne Talbot, un medico un po' cascamorto che ha una relazione con la moglie (Jean Harlow) di un potente uomo d'affari (Wallace Beery) nella commedia Pranzo alle otto (1933), quella del detective Philo Vance nel poliziesco La volontà occulta (1936), e il capitano McCarey in Every Day's a Holiday (1937, un onesto poliziotto irlandese che tenta di redimere un'affascinante artista della truffa interpretata da Mae West.
Dall'inizio degli anni quaranta, Lowe iniziò a rallentare la propria carriera cinematografica e nel decennio successivo ebbe una breve parentesi sul piccolo schermo, interpretando il ruolo del giornalista-detective David Page in 35 episodi della serie televisiva Front Page Detective (1951-1952), e il ruolo del villain Phineas King nel primo episodio della serie western Maverick (1957), al fianco di James Garner. In seguito apparve ancora in alcuni brevi ruoli cinematografici in film come Le ali delle aquile (1957), L'ultimo urrà (1958), entrambi diretti da John Ford, e la commedia Il diavolo in calzoncini rosa (1960) di George Cukor, che rappresentò il suo addio alle scene.
Sposatosi tre volte, dopo il divorzio dalla prima moglie Esther Miller, nel 1925 Lowe convolò a seconde nozze con l'attrice Lilyan Tashman, che aveva conosciuto sul set del film Ports of Call (1925) e che morirà nel 1934. Dal 1936 al 1950 fu sposato in terze nozze con la costumista Rita Kaufman.
L'attore morì il 21 aprile 1971, all'età di 81 anni, a Woodland Hills (California).

## Filmografia

### Cinema

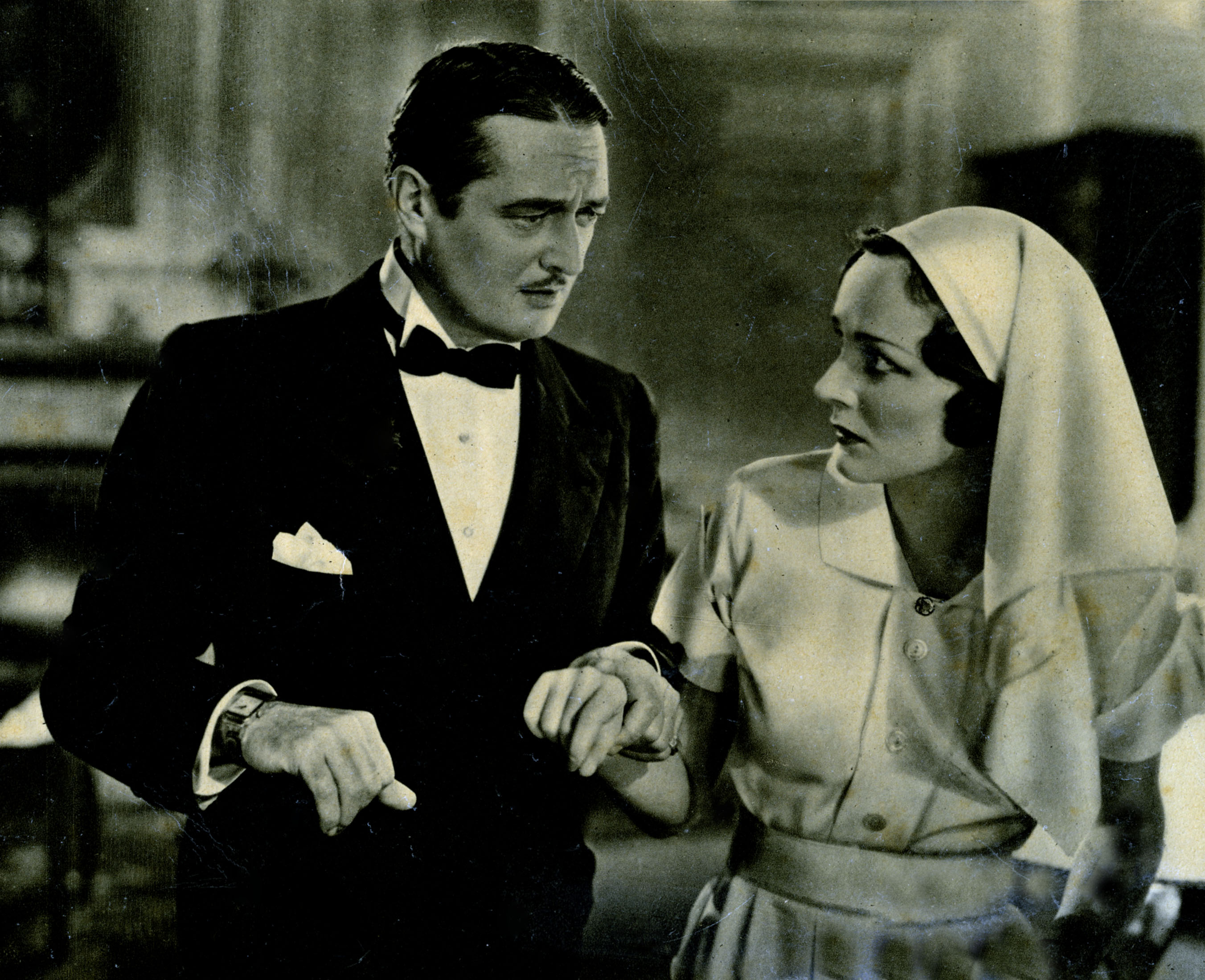
con Benita Hume nel film La volontà occulta (1935)

- The Wild Olive, regia di Oscar Apfel (1915)
- The Spreading Dawn, regia di Laurence Trimble (1917)
- The Reason Why, regia di Robert G. Vignola (1918)
- Good Night, Paul, regia di Walter Edwards (1918)
- Vive la France!, regia di Roy William Neill (1918)
- Someone Must Pay, regia di Ivan Abramson (1919)
- Eyes of Youth, regia di Albert Parker (1919)
- The Woman Gives, regia di Roy William Neill (1920)
- Madonnas and Men, regia di B.A. Rolfe (1920)
- A Woman’s Business, regia di B.A. Rolfe (1920)
- Someone in the House, regia di John Ince (1920)
- My Lady's Latchkey, regia di Edwin Carewe (1921)
- The Devil, regia di James Young (1921)
- Miss Gloria balla la danza del pavone (Peacock Alley), regia di Robert Z. Leonard (1922)
- Living Lies, regia di Émile Chautard (1922)
- Unseen Foes, regia di Alexander Hall - cortometraggio (1922)
- The Spirit of Evil, regia di Alexander Hall - cortometraggio (1922)
- The Last Call, regia di Alexander Hall (1922)
- A Game of Graft, regia di Alexander Hall - cortometraggio (1922)
- The White Flower, regia di Julia Crawford Ivers (1923)
- The Silent Command, regia di J. Gordon Edwards (1923)
- Wife in Name Only, regia di George Terwilliger (1923)
- In the Palace of the King, regia di Emmett J. Flynn (1923)
- Nellie, la bella modista (Nellie, the Beautiful Cloak Model), regia di Emmett J. Flynn (1924)
- Honor Among Men, regia di Denison Clift (1924)
- Barbara Frietchie, regia di Lambert Hillyer (1924)
- The Brass Bowl, regia di Jerome Storm (1924)
- Ports of Call, regia di Denison Clift (1925)
- All'ombra delle pagode (East of Suez), regia di Raoul Walsh (1925)
- The Champion of Lost Causes, regia di Chester Bennett (1925)
- Marriage in Transit, regia di Roy William Neill (1925)
- The Fool, regia di Harry F. Millarde (1925)
- The Kiss Barrier, regia di Roy William Neill (1925)
- Greater Than a Crown, regia di Roy William Neill (1925)
- The Winding Stair, regia di John Griffith Wray (1925)
- La più grande fiamma (East Lynne), regia di J. Emmett Flynn (1925)
- Soul Mates, regia di Jack Conway (1925)
- The Palace of Pleasure, regia di J. Emmett Flynn (1926)
- Siberia, regia di Victor Schertzinger (1926)
- Black Paradise, regia di Roy William Neill (1926)
- Gloria (What Price Glory), regia di Raoul Walsh (1926)
- One Increasing Purpose, regia di Harry Beaumont (1927)
- Is Zat So?, regia di Alfred E. Green (1927)
- Publicity Madness, regia di Albert Ray (1927)
- Il profumo che uccide (The Wizard), regia di Richard Rosson (1927)
- Il signore della notte (Dressed to Kill), regia di Irving Cummings (1928)
- Don Giovanni in gabbia (Happiness Ahead), regia di William A. Seiter (1928)
- Crepuscolo d'amore (Outcast), regia di William A. Seiter (1928)
- Notte di tradimento (In Old Arizona), regia di Irving Cummings (1928)
- L'ultimo dei Wiski (Making the Grade), regia di Alfred E. Green (1929)
- I volti della verità (Thru Different Eyes), regia di John G. Blystone (1929)
- Giorni felici (Happy Days), regia di Benjamin Stoloff (1929)
- I due rivali (The Cock-Eyed World), regia di Raoul Walsh (1929)
- La favorita di Broadway (The Painted Angel), regia di Millard Webb (1929)
- This Thing Called Love, regia di Paul L. Stein (1929)
- Femmina (The Bad One), regia di George Fitzmaurice (1930)
- Temerario nato (Born Reckless), regia di Andrew Bennison, John Ford (1930)
- Good Intentions, regia di William K. Howard (1930)
- Scotland Yard, regia di William K. Howard (1930)
- Part Time Wife, regia di Leo McCarey (1930)
- Men on Call, regia di John G. Blystone (1930)
- Don't Bet on Women, regia di William K. Howard (1931)
- I gioielli rubati (The Stolen Jewels), regia di William C. McGann, John G. Adolfi (1931)
- Sempre rivali (Women of All Nations), regia di Raoul Walsh (1931)
- Transatlantico (Transatlantic), regia di William K. Howard (1931)
- The Spider, regia di Kenneth MacKenna, William Cameron Menzies (1931)
- Carmencita (The Cisco Kid), regia di Irving Cummings (1931)
- The Misleading Lady, regia di Stuart Walker (1932)
- L'accusa (Attorney for the Defense), regia di Irving Cummings (1932)
- Chandu the Magician, regia di William Cameron Menzies, Marcel Varnel (1932)
- Guilty as Hell, regia di Erle C. Kenton (1932)
- The Devil Is Driving, regia di Benjamin Stoloff (1932)
- Tutto pepe (Hot Pepper), regia di John G. Blystone (1933)
- I Love That Man, regia di Harry Joe Brown (1933)
- La guardia del corpo (Her Bodyguard), regia di William Beaudine (1933)
- Pranzo alle otto (Dinner at Eight), regia di George Cukor (1933)
- Amiamoci (Let's Fall in Love), regia di David Burton (1933)
- Bombay express (Bombay Mail), regia di Edwin L. Marin (1934)
- No More Women, regia di Albert S. Rogell (1934)
- Gift of Gab, regia di Karl Freund (1934)
- La morte azzurra (The Best Man Wins), regia di Erle C. Kenton (1935)
- Sotto pressione (Under Pressure), regia di Raoul Walsh (1935)
- The Great Hotel Murder, regia di Eugene Forde (1935)
- Mister Dynamite, regia di Alan Crosland (1935)
- Black Sheep, regia di Allan Dwan (1935)
- Thunder in the Night, regia di George Archainbaud (1935)
- King Solomon of Broadway, regia di Alan Crosland (1935)
- Grand Exit, regia di Erle C. Kenton (1935)
- Lotta di spie (The Great Impersonation), regia di Alan Crosland (1935)
- La volontà occulta (The Garden Murder Case), regia di Edwin L. Marin (1936)
- Gli avventurieri di Londra (Seven Sinners), regia di Albert de Courville (1936)
- The Girl on Front Page, regia di Harry Beaumont (1936)
- Mad Holiday, regia di George B. Seitz (1936)
- Ombre di notte (Under Cover of Night), regia di George B. Seitz (1937)
- Espionage, regia di Kurt Neumann (1937)
- Il delatore (The Squeaker), regia di William K. Howard (1937)
- Every Day's a Holiday, regia di A. Edward Sutherland (1937)
- Hollywood Handicap, regia di Buster Keaton (1938) - corto
- Tragica attesa (Secrets of a Nurse), regia di Arthur Lubin (1938)
- I ragazzi della strada (Newsboys' Home), regia di Harold Young e, non accreditato, Arthur Lubin (1938)
- The Witness Vanishes, regia di Otis Garrett (1939)
- Our Neighbors – The Carters, regia di Ralph Murphy (1939)
- Wolf of New York, regia di Edward C. McGann (1940)
- Honey Deferred, regia di Lew Landers (1940)
- The Crooked Road, regia di Phil Rosen (1940)
- Ti amo ancora (I Love You Again), regia di W. S. Van Dyke (1940)
- Men Against the Sky, regia di Leslie Goodwins (1940)
- Double Date, regia di Glenn Tryon (1941)
- Flying Cadets, regia di Erle C. Kenton (1941)
- Call Out the Marines, regia di William Hamilton, Frank Ryan (1942)
- Klondike Fury, regia di William K. Howard (1942)
- Murder in Times Square, regia di Lew Landers (1943)
- Dangerous Blondes, regia di Leigh Jason (1943)
- Girl in the Case, regia di William Berke (1944)
- Oh, What a Night, regia di William Beaudine (1944)
- Lo sterminatore (Dillinger), regia di Max Nosseck (1945)
- La foresta incantata (The Enchanted Forest), regia di Lew Landers (1945)
- The Strange Mr. Gregory, regia di Phil Rosen (1945)
- Il buon samaritano (Good Sam), regia di Leo McCarey (1948)
- Il giro del mondo in 80 giorni (Around the World in Eighty Days), regia di Michael Anderson (1956)
- Le ali delle aquile (The Wings of Eagles), regia di John Ford (1957)
- L'ultimo urrà (The Last Hurrah), regia di John Ford (1958)
- 12 pistole del West (Plunderers of Painted Flats), regia di Albert C. Gannaway (1959)
- Il diavolo in calzoncini rosa (Heller in Pink Tights), regia di George Cukor (1960)

### Televisione
- Front Page Detective – serie TV, 35 episodi (1951-1952)
- Crossroads – serie TV, episodio 1x13 (1955)
- Conflict – serie TV, episodio 1x19 (1957)
- Maverick – serie TV, episodio 1x01 (1957)